# Vologases VI
Vologases VI (em parta: 𐭅𐭋𐭂𐭔; romaniz.: Walagaš) foi o rei incontestado do Império Arsácida de 208 a 213, mas depois caiu numa luta dinástica com seu irmão Artabano IV, que em 216 estava no controle da maior parte do império, sendo até mesmo reconhecido como governante supremo pelo Império Romano. Vologases VI continuou a governar Selêucia do Tigre até 221/2, e moedas dele aparecem na Mesopotâmia até 228, quando foi presumivelmente derrotado pelo Império Sassânida, que já havia derrotado Artabano IV e agora sucedeu aos partos como xás do Irã.

## Nome
Vologases é a forma grega e latina do parta Walagaš (𐭅𐭋𐭂𐭔). O nome também é atestado no persa novo como Balāš e no persa médio como Wardāḫš (também escrito Walāḫš). A etimologia do nome não é clara, embora Ferdinand Justi proponha que Walagaš, a primeira forma do nome, seja um composto das palavras "força" (varəda) e "bonito" (gaš ou geš em persa moderno).

## Vida

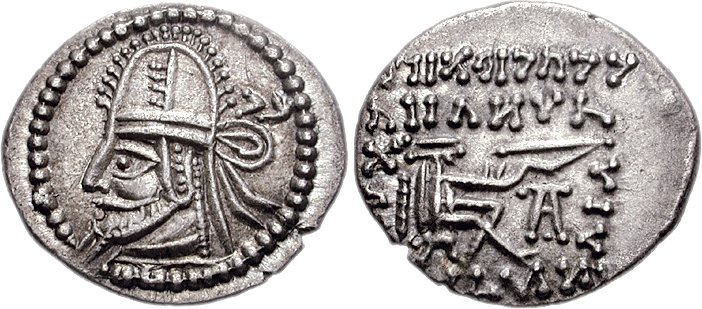
Tetradracma de r.

Vologases VI sucedeu a seu pai Vologases V como rei em ca. 208. Seu governo permaneceu inquestionável por alguns anos, até que seu irmão Artabano IV se rebelou. A luta dinástica entre os dois provavelmente começou em ca. 213. Artabano conquistou com sucesso grande parte do império, incluindo a Média e Susa. Vologases VI parece ter conseguido apenas manter Selêucia do Tigre, onde cunhou moedas. O imperador romano Caracala (r. 198–217) procurou tirar vantagem do conflito. Tentou encontrar um pretexto para invadir o Império Arsácida, solicitando a Vologases que enviasse dois refugiados - um filósofo chamado Antíoco e um certo Tiridates, que possivelmente era um príncipe armênio ou tio de Vologases. Para surpresa dos romanos, Vologases mandou enviar os dois homens para Caracala em 215, negando-lhe assim o seu pretexto. A escolha de Caracala de contatar Vologases em vez de Artabano mostra que os romanos ainda o viam como o rei dominante.
Caracala optou assim por se preocupar com uma invasão da Armênia. Nomeou um liberto chamado Teócrito como líder da invasão, que acabou em desastre. Caracala então mais uma vez procurou iniciar uma guerra com os partos. Em outra tentativa de obter um pretexto, pediu a Artabano que se casasse com sua filha, o que ele recusou. É contestado se a proposta de Caracala era sincera ou não. A escolha de Caracala de contatar Artabano mostra que este último era agora considerado o rei dominante sobre Vologases, que governaria um pequeno principado centrado em torno de Selêucia até 221/2. Alguns anos depois (224), Artaxer I (r. 224–242), o fundador da dinastia sassânida, derrotou e matou Artabano, pondo fim ao Império Arsácida. Nos anos seguintes, Artaxer I expandiu ainda mais seu novo império e deve ter expulsado ou derrotado Vologases na Mesopotâmia logo após 228.